# Drosophila pulaua
Drosophila pulaua este o specie de muște din genul Drosophila, familia Drosophilidae, descrisă de Wheeler în anul 1969. Conform Catalogue of Life specia Drosophila pulaua nu are subspecii cunoscute.